# Rhapsody of Fire
Rhapsody of Fire («Rapsodia de Fuego», en inglés), anteriormente Rhapsody, es una banda italiana de power metal sinfónico formada en Trieste por Luca Turilli (guitarrista) y Alex Staropoli (tecladista) en 1993. Su primer nombre fue Thundercross, con el que sacaron un demo. Posteriormente cambiaron su nombre a Rhapsody, con el que  serían conocidos, para finalmente en 2006, debido a problemas legales, modificaron su nombre a Rhapsody of Fire.
La banda se ha caracterizado por ser pionera e innovadora y crear su propio estilo musical, en el que se marcan en cada una de sus canciones grandes arreglos orquestales, guitarras virtuosas que se pueden diferenciar fácilmente de cualquier otra banda, siempre bien acompañados de un teclado y bajo eléctricos bien elaborados, sin olvidar la voz de Fabio Lione (actualmente Giacomo Voli), que demuestra una gran destreza vocal efectuando estilos vocales desde un tenor extremo de ópera hasta incluso falsetto.
Fue, sin duda, uno de los grupos más influyentes de los años noventa. Con su mezcla de power metal con música folk y clásica, que incluye elementos barrocos, operísticos e influenciado por las bandas sonoras de cine, crearon un género completamente nuevo: el Hollywood metal o film score metal.
Además, la banda fue de las primeras si no la primera en incluir letras en latín e italiano antiguo.
Los miembros del grupo citan como principales influencias a Niccolò Paganini, Johann Sebastian Bach y Antonio Vivaldi, entre otros grandes músicos clásicos.

## Historia
Se formó en la ciudad de Trieste (Italia), cuando Luca Turilli  y Alex Staropoli se juntaron para realizar su ambicioso plan. Reclutaron a Daniele Carbonera para la batería y se lanzaron a los escenarios con el nombre «Thundercross», con Cristiano Adacher en las voces y coros.
Solo un año después de haberse reunido deciden entrar a estudio y grabar su primer demo, el cual hoy es una reliquia, ya que solo se editaron unas cuantas copias en casete. La demo se llamó Land of Immortals y contaba solo con cuatro canciones de bastante mala calidad en cuanto a grabación. Sascha Paeth, guitarrista de Heaven's Gate, además de producir ambas demos, grabó los bajos para esta primera.
Al año siguiente, en 1995, cambiaron su nombre a Rhapsody y lanzaron su segunda demo, Eternal Glory. Constaba de siete pistas entre temas de la anterior, versiones nuevas de algunos y temas nuevos. Contaron con la presencia de Andrea Furlan como bajista.
En 1996, Cristiano Adacher dejó la banda, por lo que contactaron con Joe Terry (nombre que Lione utilizaba como vocalista de Labyrinth) y tras discrepancias entre él y Turilli, se unió a la banda. Con una formación compuesta por Lione, Turilli, Staropoli, Carbonera y Furlan, en 1997 lanzaron su álbum debut, Legendary Tales, que contenía diez canciones con introducción a la Emerald Sword Saga.
El disco tuvo un éxito considerable. Tras ello, Furlan debió dejar la banda y Alessandro Lotta lo reemplazó. Con esta nueva formación (que sería la oficial hasta 2004), Rhapsody cosechó el éxito de Legendary Tales y, tras poner al 
alcance del público el sencillo Emerald Sword, lanzó al mercado Symphony Of Enchanted Lands, la segunda parte de la «Emerald Sword Saga», un álbum innovador para esa época y con el que se consolidaron a nivel mundial, marcando una nueva tendencia y estilo musical dentro del metal-rock. Nunca se había fusionado de manera tan limpia la música clásica-barroca con el metal, todo esto queda claro al escuchar uno de sus grandes temas "The Dark Tower of Abyss".
Tras el éxito del nuevo disco, Daniele Carbonera abandonó el grupo por no encontrarse al nivel de lo que Turilli y Staropoli necesitaban. Llegó entonces a la banda el alemán Alex Holzwarth. El éxito del álbum los llevaría a presentarse en el escenario principal del Wacken Open Air Festival.
Tras una gira internacional durante 1999, en la segunda mitad del año entraron a estudio y en 2000 lanzaron mundialmente el maxisingle Holy Thunderforce, predecesor de su disco más exitoso y con el que se consagraron a nivel mundial como banda y como formadores de un nuevo género musical, Dawn of Victory, álbum que los catapultó a la fama y los llevó a realizar su primera gira mundial, que pasó por Japón, Sudamérica y toda Europa.
En 2001 lanzaron un EP, considerado álbum por la banda, titulado Rain Of A Thousand Flames, donde aparece un paréntesis a la «Emerald Sword Saga», contándose en los últimos cuatro temas «The Gothic Saga», saga anexa que duraría esos cuatro temas. Ya en 2002, Turilli y Staropoli decidieron terminar la «Emerald Sword Saga», haciéndolo con Power of the Dragonflame, quinto álbum de la banda. En él se escuchó por primera vez un tema con voces desgarradoras y brutales, como la propia «When Demons Awake». El último tema del álbum, «Gargoyles, Angels of Darkness», es un final mágico y conmovedor a la saga, además del segundo tema más largo de Rhapsody, (19'03") siendo Heroes of the Waterfalls' Kingdom
del From Chaos to Eternity el más largo con (19'38").
Tras lanzar el álbum, Alessandro Lotta se separó del grupo, por lo que el francés Patrice Guers lo reemplazó. Después de un descanso de dos años, en 2004, tras el maxi previo de The Dark Secret, apareció un nuevo álbum que dio comienzo a The Dark Secret Saga. Con ese título fue lanzado el álbum Symphony Of Enchanted Lands II: The Dark Secret, el cual contó con muchos rasgos relacionados con "The Lord Of The Rings", un álbum muy distinto a los anteriores, con algunos tintes progresivos.

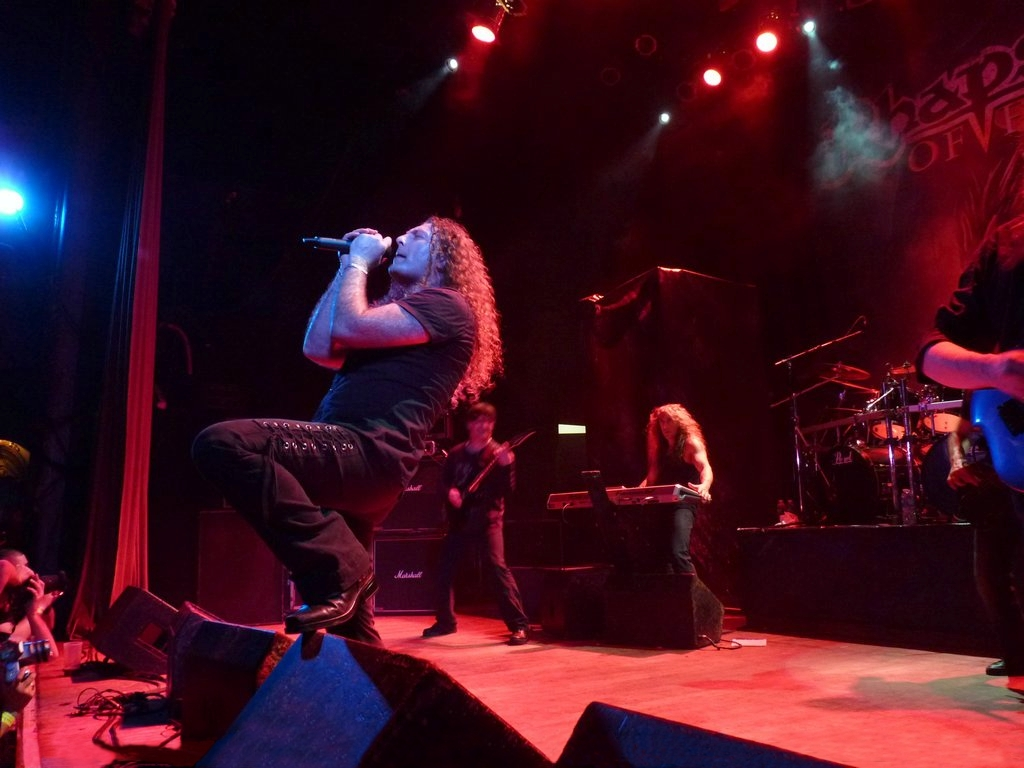
Rhapsody of Fire durante un concierto 2010.

En 2006, tras cambiarse el nombre a «Rhapsody Of Fire», lanzaron Triumph Or Agony. En ese disco mantuvieron el estilo del anterior, aunque de forma más débil, especialmente en lo que a medios tiempos se refiere. También dejaron de lado la complejidad y los ritmos mágicos y épicos, optando por sonidos más "tranquilos". El disco posee pocos solos de guitarra y teclado, ya que está más orientado a sonidos orquestales livianos. La productora de por entonces, SPV GmbH, con la que tuvieron muchos problemas, los habría llevado a tomar esa perspectiva, que se tradujo en una baja calidad según los fans de la banda.
Desde las presentaciones de la gira del «Symphony Of Enchanted Lands» contaron con la presencia de Dominique Leurquin como guitarrista invitado en sus presentaciones en vivo. Desde el «Symphony Of Enchanted Lands II» también actuaron con Manuel Staropoli como flautista.
En 2007 tuvieron una disputa legal con la discográfica Magic Circle Music, sobre lo que Luca Turilli se pronunció en junio de 2008 a través de su página web oficial:

«Estamos en el medio de una dura batalla legal con Magic Circle Music y su principal representante, el Sr. Joey DeMaio. Esa es la razón por la cual en los últimos meses hemos mantenido la confidencialidad y no podíamos hacer ninguna declaración oficial que pudiese ser usada contra nosotros en el bando opuesto. Tan pronto como esta triste situación se resuelva, nosotros estaremos listos para un gran y poderoso retorno. Un nuevo álbum, una verdadera obra maestra del Speed metal /power metal Épico, ya está compuesto y listo para ser grabado, y después de su lanzamiento un inmenso tour mundial finalmente seguirá para su y nuestra extrema satisfacción.»

En octubre de 2008 se publicó un nuevo mensaje en su sitio web, sin noticias sobre el estado de la disputa legal, pero anunciando que todas las actividades de la banda, incluyendo el nuevo álbum y las presentaciones en vivo, se suspendían hasta nuevo aviso. La situación provocó que muchos fans apuntasen sus miradas a Joey DeMaio y a su banda Manowar, ya que Rhapsody of Fire fue obligada a actuar de telonera en cada concierto de Manowar, lo que les impidió lanzar nuevos discos o hacer conciertos propios.
En noviembre de 2009, finalmente se hizo público a nivel mundial el regreso de la banda para el 30 de abril de 2010, fecha en la que se lanzó su nuevo álbum, que llevó como título «The Frozen Tears Of Angels» que continuó la saga que había quedado abierta con su álbum Triumph Or Agony. El nuevo sello discográfico de la banda fue Nuclear Blast Records, un sello con mucha más experiencia que el anterior y con mayor seriedad y trayectoria. La discográfica se arriesgó con Rhapsody, ya que hasta hoy continúa la disputa con DeMaio y Magic Circle. Fue un gran salto para la banda, ya que le permitió darse a conocer de manera más fácil a nivel mundial, aunque mucho antes de esa fecha ya eran reconocidos como una  banda pionera del metal sinfónico y épico.
Diez días antes de lanzar su CD «The Frozen Tears Of Angels» se filtró su nuevo trabajo en internet, tan esperado durante cuatro años por todos sus fanáticos. Otro factor incidente sobre las ansias del mismo pudo ser las críticas que fueron oficialmente publicadas en el MySpace de la banda, donde se ha etiquetado al nuevo álbum como «potente», «rápido» o inclusive una «obra maestra», comparado por muchos a sus discos «Dawn Of Victory» y «Power Of The Dragonflame», muy famosos en el mundo del power metal y entre los aficionados del epic metal. Christopher Lee reaparece como narrador nuevamente y el disco es directo, agresivo, con toques progresivos y con más énfasis en la voz de Lione, en este disco se encuentran varios de los mejores solos de guitarra de Rhapsody hasta la fecha. Es un álbum que renace todo lo que se había perdido con «Triumph Or Agony». Turilli se ve más compenetrado con la guitarra que nunca, increíbles son los solos de guitarra de "Reign of Terror" o "On the way of Ainor" sacando chispas a las cuerdas.
En una entrevista en Italia, Alex Staropoli confirmó que apenas terminasen la gira iban a comenzar a trabajar directamente en su nuevo disco, y comentó que se centraron de nuevo en las guitarras, encargándose él por su parte de los efectos especiales, los arreglos orquestales y los teclados, como siempre.
Finalmente, el treinta de abril de 2010 sacaron su disco The Frozen Tears of Angels, descrito por la crítica como su disco más oscuro y más speed metal, siempre bien acompañado de coros, teclados y orquestas.
El 15 de octubre de 2010 salió a la venta a un precio especial un nuevo miniCD llamado "The Cold Embrace Of Fear - A Dark Romantic Symphony", consistente en una única canción de 35 minutos dividida en 7 actos. En ella se puede apreciar el lado cinematográfico que inspira las obras de la banda, además de narraciones y partes habladas. Una característica del disco es que estaba directamente relacionado con la obra de The Frozen Tears Of Angels. Cabe destacar el ACT III - The Ancient Fires Of Har-Kuun, como una verdadera obra maestra de la banda. El disco se centra en ese acto de 14 min.
Tanto como el disco como el EP dejaron la vara alta para el género musical y para la propia banda, ya que quedó registrado como uno de los mejores álbumes de la banda. 
A finales del 2010, anuncian el lanzamiento del álbum From Chaos To Eternity bajo el sello Nuclear Blast, planeado para la primavera de 2011. Con este décimo lanzamiento la banda planeaba concluir la saga fantástica iniciada con el Legendary Tales. Asimismo, confirmaron su asistencia al Wacken Open Air, siendo su primera vez en el festival.

### Separación
En agosto de 2011, los dos fundadores, el teclista Alex Staropoli y el guitarrista Luca Turilli, decidieron tomar caminos diferentes en sus carreras, por lo que se separaron y dieron por terminado el Rhapsody que todos conocían. Ambos publicaron un comunicado conjunto explicando la situación:

«Los diez álbumes publicados y el final de la saga representan, musical y líricamente, un objetivo artístico importante finalmente alcanzado, acentuado por el éxito de nuestro último trabajo, From Chaos To Eternity, por el cual queremos dar una vez más las gracias a nuestros maravillosos fans. Ahora llegó el momento en el que debemos encontrar nuevos estímulos musicales, en referencia a las visiones y perspectivas de ambas partes y a nuestra larga amistad».

Por motivos legales y claramente de marketing, Staropoli sigue bajo el nombre de Rhapsody of Fire, pero con otra visión musical. 
Por otro lado, Luca Turilli, quien ya había tenido otros proyectos paralelos, llamó a su nueva banda Luca Turilli's Rhapsody (debido a que cambiaron en 2006 el nombre de Rhapsody únicamente por motivos legales). Se le unieron Dominique Leurquin (guitarrista en las giras de la banda desde sus inicios), Patrice Guers (bajista), Alex Landenburg (batería) y el cantante italiano Alessandro Conti para formar este grupo que mantiene una línea compositiva similar a lo hecho por Rhapsody, pero con nuevos colores y un nuevo componente en sus letras que lo hace resaltar con cierto nivel a oídos de la crítica y de los aficionados.
Ambas bandas comparten el logo de Rhapsody, aunque desde entonces con las coletillas "Luca Turilli's" y "Of Fire" para diferenciarse, dejando algo perplejos a algunos fans. Dos bandas distintas surgieron del Rhapsody original.

### Salida de Tom Hess
El 25 de junio de 2013 se anunció la salida de Tom Hess de la banda por supuestas diferencias políticas entre Tom y Alex, quedando Roberto de Micheli como único guitarrista hasta la fecha.
El mensaje de la salida del miembro de la banda se hizo pública desde la página de Facebook oficial de la banda con el siguiente mensaje:

«Alex Staropoli y Tom Hess anuncian que debido a diferencias filosóficas, hemos decidido mutuamente partir caminos de forma respetuosa. Rhapsody of Fire y Tom se desean sinceramente lo mejor para sus futuros respectivos.»

### Dark Wings Of Steel (2013)
El 2 de julio de 2013 se hizo público en Facebook y a través de su página web oficial que la banda había empezado a grabar un nuevo álbum de estudio por medio del siguiente mensaje:

«Rhapsody of Fire y AFM Records están extremadamente orgullosos de anunciar que ya comenzó la producción de un nuevo álbum de estudio. Alex y Oliver Holzwarth, los hermanos más épicos y la sección más estruendosa y rítmica en el heavy metal, recién acabaron con sus grabaciones. Roby De Micheli es el siguiente en la fila en grabar las guitarras más poderosas que alguna vez se hayan tocado en la banda.»

El 22 de noviembre salió su disco Dark Wings Of Steel, su primer trabajo sin Luca Turilli tanto en las guitarras como en la creación del álbum. Contiene 12 canciones contando el bonus «A Candle To Light».

### Salida de Fabio Lione
Tras una breve gira para promover su álbum, Fabio Lione anunció su despedida en Facebook el 28 de septiembre de 2016. El baterista Alex Holzwarth hizo lo mismo en Facebook un par de semanas después, el 9 de octubre de 2016.

### Reunión - 20th Anniversary Farewell Tour 2017/2018
El 21 de noviembre de 2016, los exmiembros Luca Turilli, Fabio Lione, Alex Holzwarth, Patrice Guers y Dominique Leurquin anunciaron que llevarían a cabo, de forma paralela a su agrupación musical actual, una gira de despedida de Rhapsody con el nombre de 20th Anniversary Farewell Tour. 
Homenajearía los 20 años desde la publicación del primer álbum de Rhapsody, Legendary Tales, e incluiría el álbum Symphony of Enchanted Lands en su integridad. Alex Staropoli fue el único que no participó. Según los demás miembros, fue invitado y rechazó la invitación para poder finalizar el nuevo trabajo de estudio de Rhapsody Of Fire. La gira de reunión comenzó el 26 de abril de 2017 en Annecy (Francia) y finalizó el 20 de marzo de 2018 en Madrid (España).

### Nueva formación y álbum
El 20 de enero de 2017, la banda anunció que su nuevo álbum contaría con 14 canciones clásicas de Rhapsody regrabadas. El nuevo álbum fue titulado Legendary Years, que se anunció el 17 de marzo de 2017 desde la página de Facebook de la banda. El álbum se lanzó el 26 de mayo de 2017.
La nueva alineación se hizo por primera vez en el Trieste Summer Rock Festival el 29 de julio de 2017, en el castillo de San Giusto de Trieste (Italia). Después del debut de la nueva alineación, hicieron una gira con Orden Ogan en el otoño de 2017. 

### The Nephilim's Empire Saga
El 14 de marzo de 2018, la banda había publicado un extracto narrativo en su página de Facebook, dando a entender que estaban preparando otro álbum de estudio.
Más tarde revelaron el título de su nuevo álbum: The Eighth Mountain. Sería el primer capítulo de una nueva saga titulada The Nephilim's Empire Saga el 16 de noviembre de 2018. El álbum salió el 22 de febrero de 2019.

## Descripción
Han realizado sagas de varios discos. A través de líricas escritas como poemas épicos que (mayoritariamente en inglés) narran una historia que va entrelazando todas las canciones a lo largo de sus álbumes conceptuales (los cuales a excepción de Dark Wings of Steel e Into The Legend) que en su mayoría se presentan en un formato de óperas rock. 
La primera saga es Emerald Sword Saga, compuesta de cinco álbumes: «Legendary Tales» (1997), «Symphony Of Enchanted Lands» (1998), «Dawn Of Victory» (2000), «Rain Of A Thousand Flames» (2001) (los 4 últimos temas del disco forman The Gothic Saga) y «Power of the Dragonflame» (2002).  
La segunda saga, llamada The Dark Secret Saga, está compuesta de cuatro álbumes y un EP. El primero de ellos es «Symphony Of Enchanted Lands II: The Dark Secret»(2004), «Triumph or Agony» (2006), el cual es el primer álbum lanzado bajo el nuevo nombre de «Rhapsody of Fire», The Frozen Tears of Angels, álbum lanzado en 2010 en medio de la disputa legal con Magic Circle Music, el EP The Cold Embrace of Fear (continuación de «The Frozen Tears of Angels») y «From Chaos To Eternity» (2011). 
En julio de 2006, debido a problemas de derechos de autor con una marca (también llamada «Rhapsody»), la banda tuvo que cambiar su nombre de «Rhapsody» a «Rhapsody of Fire». Los miembros de la banda lo consideraron un nuevo gran comienzo, reflejando el ánimo y la dirección cada vez más grandiosos que su música ha tomado. 
«The power of the dragonflame will burn brighter than ever before» («el poder de la llama del dragón arderá más intensa que nunca»), dijo el guitarrista y compositor Luca Turilli. El teclista y compositor Alex Staropoli añadió: «The name Rhapsody Of Fire better represents the energy that has always been present in this band and its music» («El nombre Rhapsody Of Fire representa mejor la energía que siempre ha estado en esta banda y en su música»).
En 2019 empezaron The Nephilim's Empire Saga con su disco The Eighth Mountain.

## Miembros

### Rhapsody Of Fire
- Alex Staropoli - Teclado (1994-presente)
- Giacomo Voli - Vocalista (2016-presente)
- Roberto De Micheli - Guitarra (2011-presente)
- Alessandro Sala - Bajo (2015-presente)
- Paolo Marchesich - Batería (2020-presente)

## Discografía
| - Legendary Tales (1997) - Symphony of Enchanted Lands (1998) - Dawn of Victory (2000) - Rain of a Thousand Flames (2001) - Power of the Dragonflame (2002) - Symphony of Enchanted Lands II: The Dark Secret (2004) - Triumph or Agony (2006) - The Frozen Tears of Angels (2010) - From Chaos To Eternity (2011) - Dark Wings of Steel (2013) - Into the Legend (2016) - The Eighth Mountain (2019) - Glory For Salvation (2021) - Challenge the Wind (2024) - The Dark Secret (2004) - The Cold Embrace of Fear, A Dark Romantic Symphony (2010) - I'll Be Your Hero (2021) - Emerald Sword (1998) - Dawn of Victory (2000) - Holy Thunderforce (2000) - The March of the Swordmaster (2002) - Lamento Eroico (2002) - Unholy Warcry (2004) - The Magic of The Wizard's Dreams (2004) (versiones en slim box y digipack) - Sea of Fate (2010) - Reign of Terror (2010) - Aeons of Raging Darkness (2011) - Shining Star (2015) - When Demons Awake (2017) - Land of Immortals (2017) - Knightrider of Doom (2017) - The Legend Goes On (2018) - Rain Of Fury (2019) - Master Of Peace (2019) - I'll Be Your Hero (2021) - Glory For Salvation (2021) - Kreel's Magic Staff (2023) - Challenge the Wind (2024) - Land Of Immortals (bajo el nombre Thundercross) (1994) - Eternal Glory (1995) - Live in Canada: The Dark Secret (2005) - Live From Chaos to Eternity (2013) - Visions From The Enchanted Lands (2007) - Old Battle Songs (compilación demo Eternal Glory+Live in Hamburg) (2001) - Tales From The Emerald Sword Saga (2003) - Twilight Symphony (2008) - Best Ballads (2012) - Legendary Years (2017) - Epic Battles (Compilation) (Remastered) (2020) - Live In Hardenberg (1998) - Live At Works (1998) - Live In Osnabruck (1999) - Live In Pumpehuset (1999) - Live In Palalido (1999) - Live At La Rivera with Sonata Arctica (2000) - Live In Paris (2000) - Live In Antwerp (2002) - Live At Bang Your Head (2002) - Live In Kawasaki (2002) - Live At Moscow (2010) - Live In Atlanta (2014) |